# Barbara Hepworth
Pour les articles homonymes, voir Hepworth.
Barbara Hepworth est une sculptrice et artiste peintre britannique née le 10 janvier 1903 à Wakefield (Yorkshire de l'Ouest) et morte le 20 mai 1975 à Saint Ives (Cornouailles).
Elle est une représentante majeure de la sculpture abstraite de la première partie du XXe siècle.

## Biographie
Déjà intéressée par les formes naturelles et les textures dès l'enfance, Barbara Hepworth commence ses études en arts plastiques en 1920 à la Leeds College of Art and Design puis au Royal College of Art de 1921 à 1924. C'est là que débute son amitié avec le sculpteur Henry Moore, ils s'influencent réciproquement, même si lui profitera d'une plus grande notoriéte. En 1924, une bourse lui permet d'étudier et de vivre en Italie, notamment à Florence. Elle y apprend à sculpter le marbre auprès de Giovanni Ardini. Elle fait alors de la taille directe la caractéristique de ses œuvres. Toute sa carrière ensuite sera tournée vers une recherche des différents types de pierre ou de bois. Ses premières œuvres prennent pour thèmes les animaux ce qui lui permet déjà d'approcher l'abstraction. Elle épouse le sculpteur John Skeaping en Italie.    
En 1926, ils retournent à Londres où elle organise plusieurs expositions. En 1932, elle crée Pierced Form, sa première oeuvre abstraite percée, procédé qui deviendra ensuite central dans son art. Elle se marie ensuite avec Ben Nicholson après sa séparation avec Skeaping et voyage en France. Elle se crée un réseau international dont font par exemple partie Constantin Brancusi, Jean Arp, Pablo Picasso ou encore Alberto Giacometti. Elle intègre alors différents groupes d'artistes, notamment Abstraction-Création avec qui elle expose en 1934, et Unit One, une union pour la mise en valeur de l'avant-garde britannique. Elle y expose et contribue à la publication d'Herbert Read Unit One: the Modern Movement in English Architecture, Painting and Sculpture.  
En 1935, elle fonde avec Naum Gabo le groupe Circle après la fin de Unit One. Cette émulation se concentre dans la publication de Circle: International Survey of Constructive Art en 1937, édité par Nicholson, Gabo et l'architecte Leslie Martin, et illustré par Hepworth et Sadie Martin.   
En 1939, Barbara Hepworth et Ben Nicholson déménagent à St Ives[réf. incomplète]. En 1965, elle reçoit l'Ordre de l'Empire britannique. Elle meurt en 1975 dans l'incendie de sa maison de St Ives dans les Cornouailles.

## Œuvres et style
Son œuvre s'inscrit dans la recherche d'une forme idéale, mais une forme idéale qui reste dépendante d'une conception esthétique classique. Cette forme idéale se fonde sur une idée de la beauté, qui, d'inspiration classique, trouve des traits dans la conception formelle de la Grèce antique. Elle veut donner à son œuvre une unité parfaite. Ainsi, dans la publication de Unit One en 1934, elle écrit que son objectif est de « projeter dans un médium plastique un peu de la vision abstraite et universelle de la beauté. »
Son art réside tout entier dans le jeu entre formes convexes et concaves, dans une constante opposition entre vide et plein. Ainsi, à la différence de Moore, les trous ont une fonction esthétique et non dynamique, car ils offrent une variété infinie de courbes, donnant à la nature la capacité de reprendre ses droits sur l'œuvre. La sculpture s'intègre dans l'espace, elle « fait corps » avec l'espace.
Les paysages de Cornouailles vont fortement influencer son œuvre à partir des années 1940. Sa sculpture tend vers une dimension plus humaine.

Œuvres de Barbara Hepworth
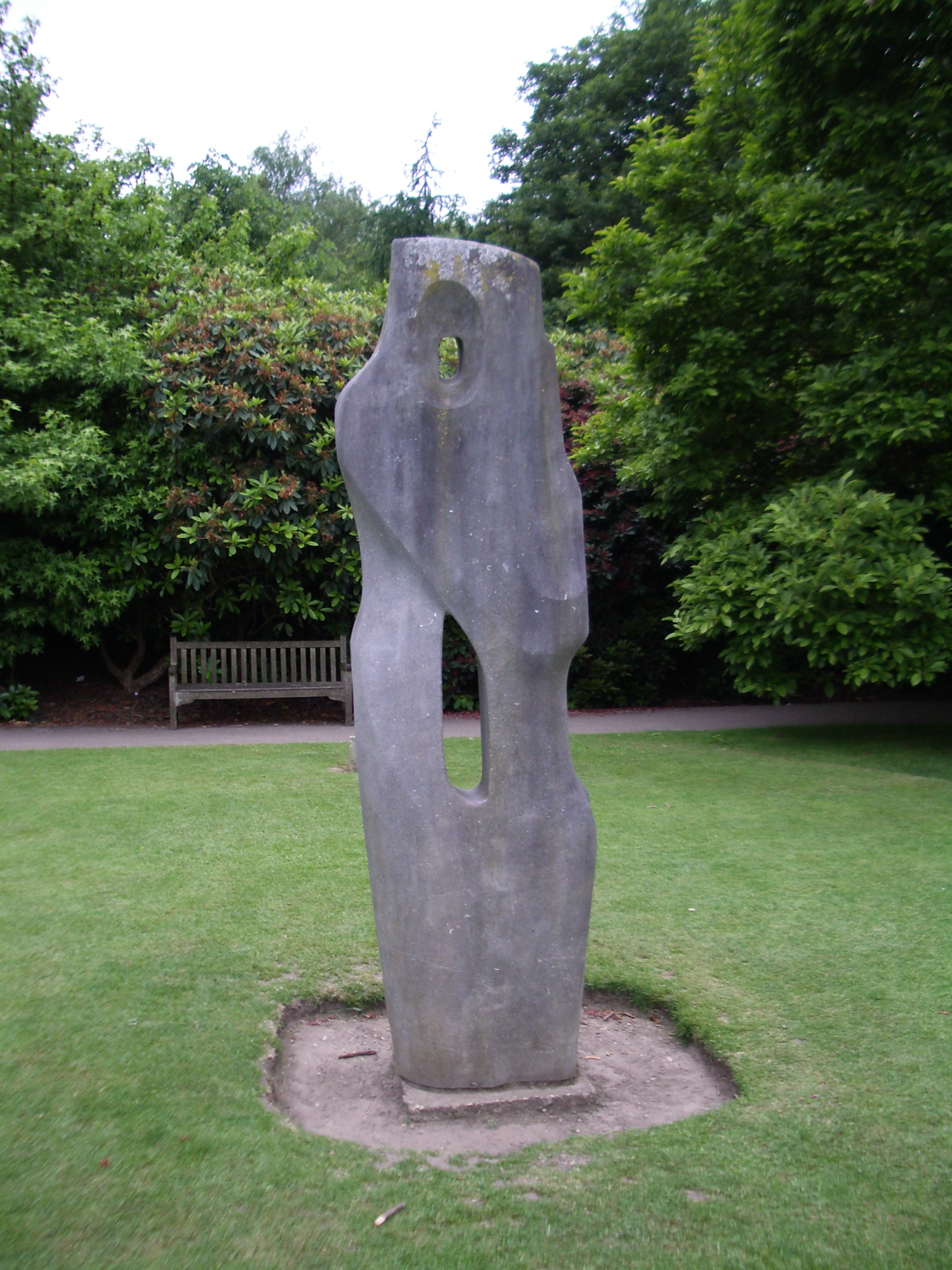
Monolith-Empyrean, 1953.
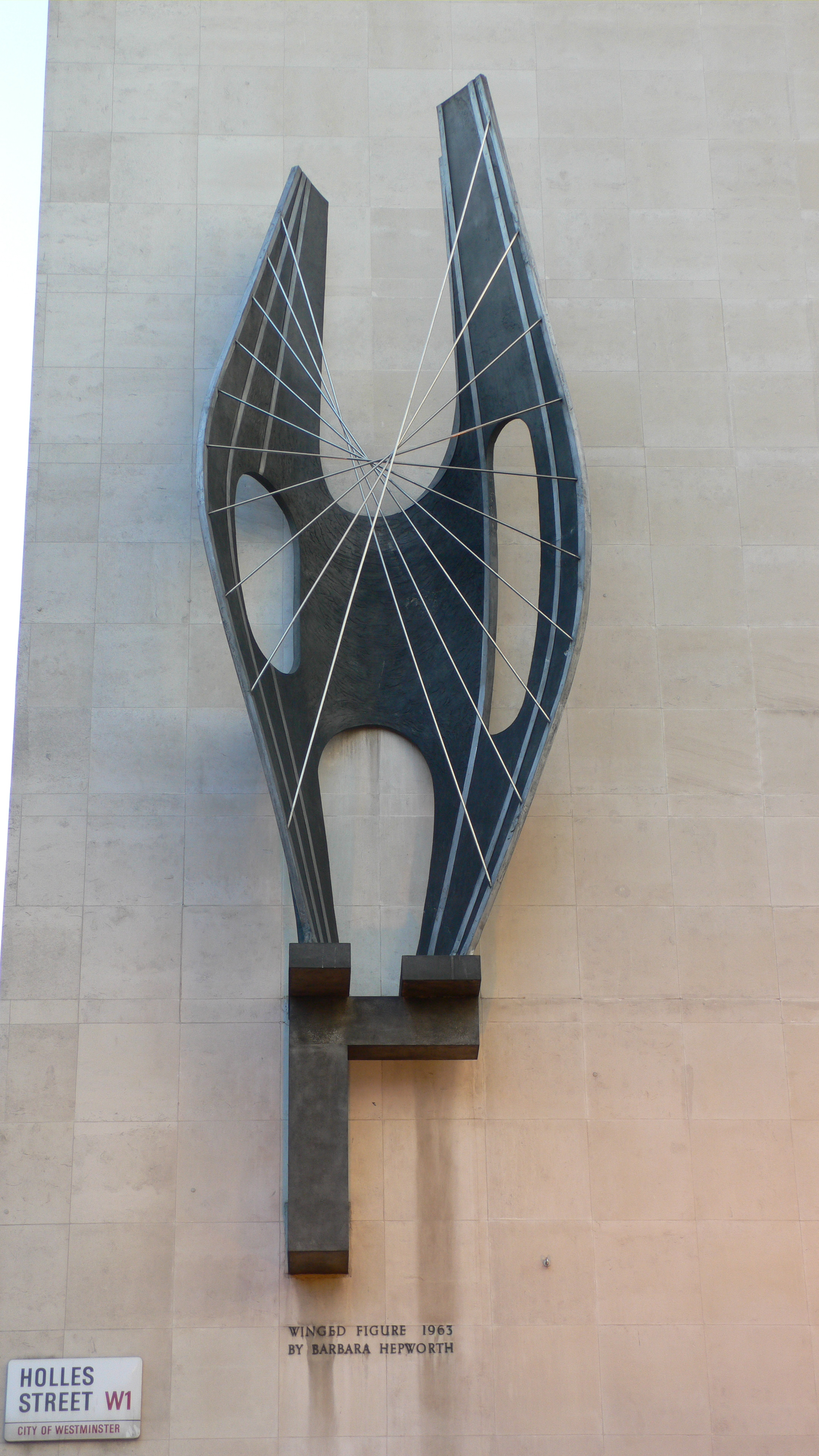
Winged Figure, 1963.
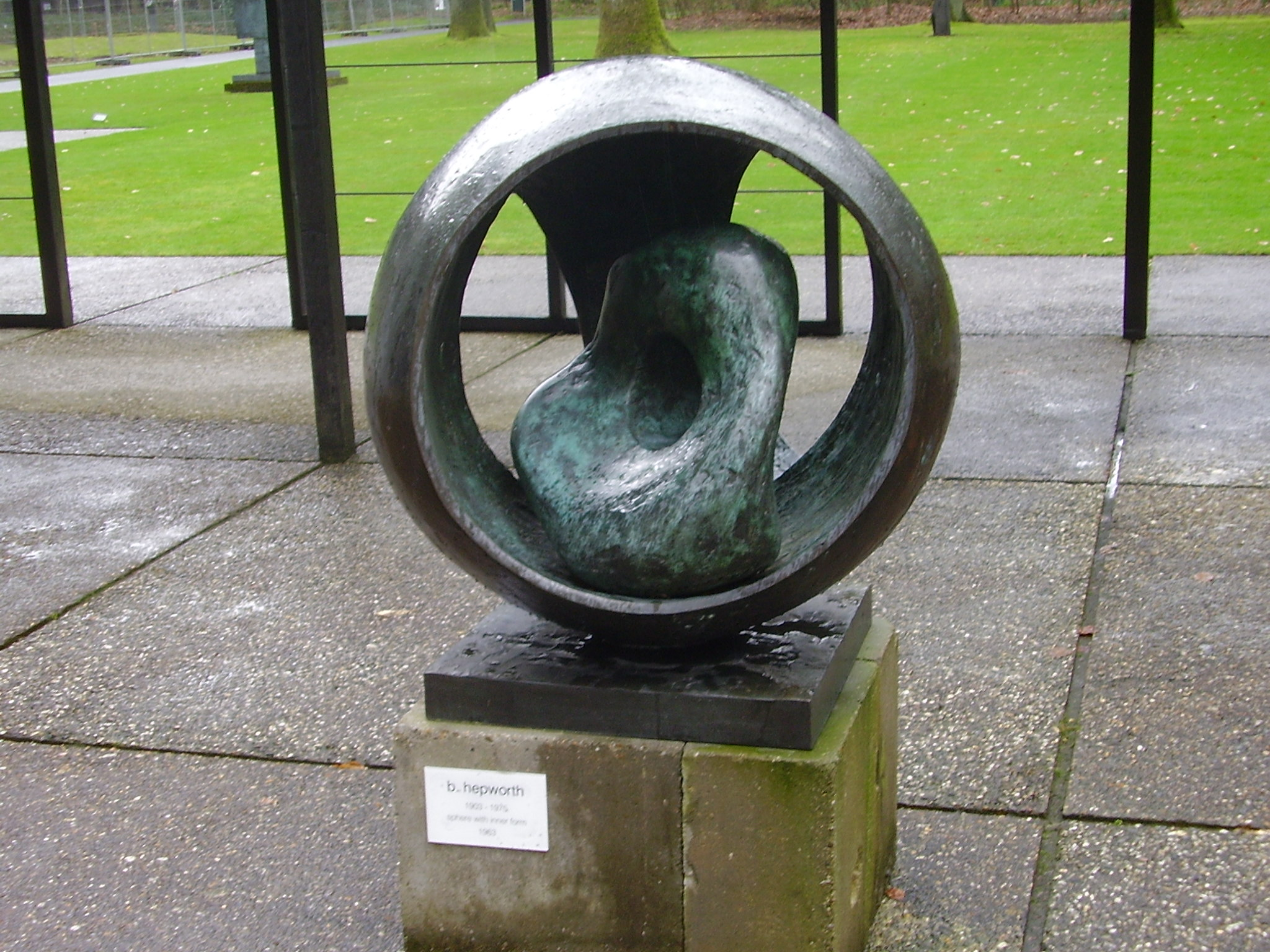
Sphere with Inner Form, 1963, Otterlo, musée Kröller-Müller.
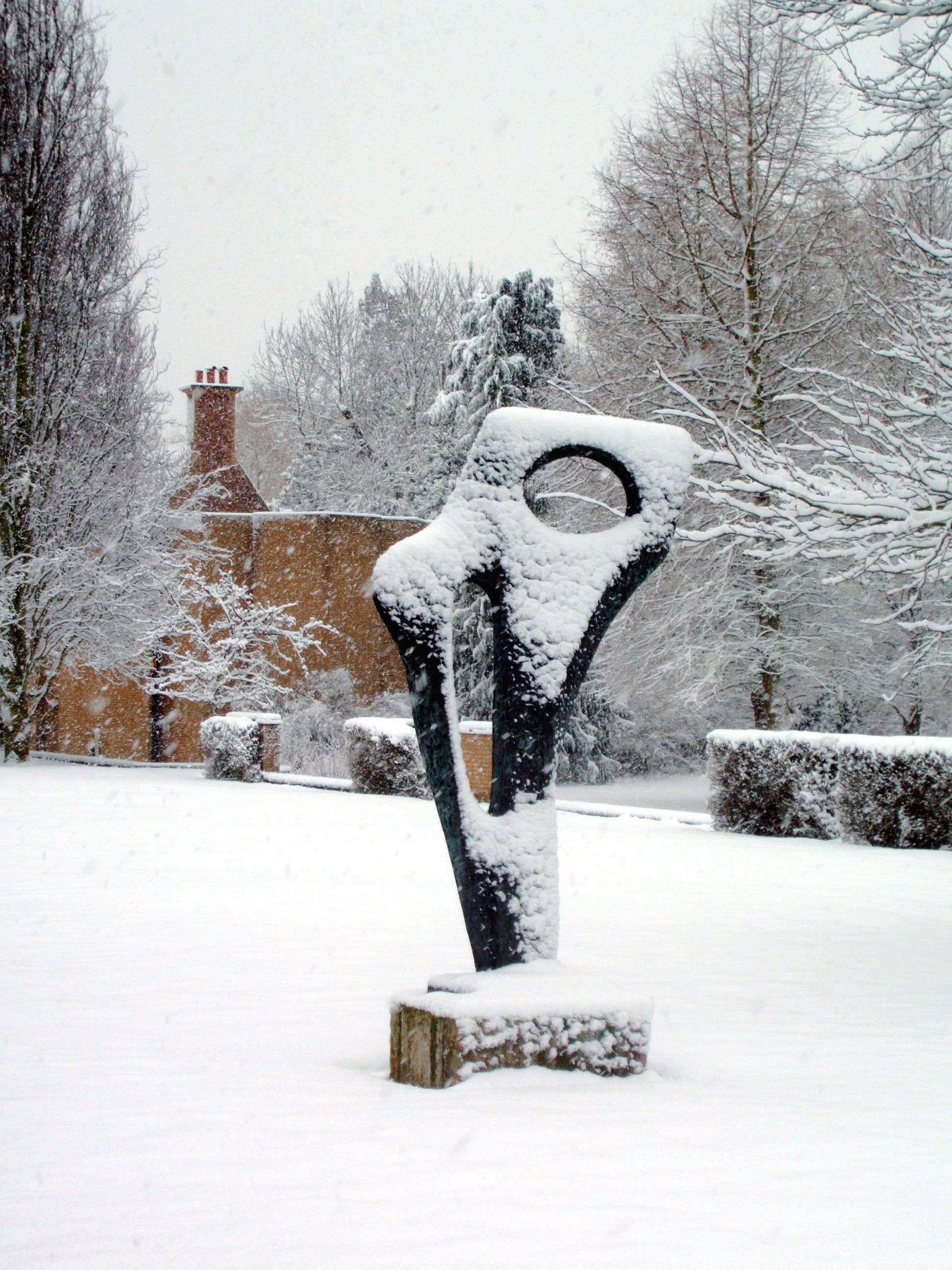
Achaean, vers 1963, Oxford.
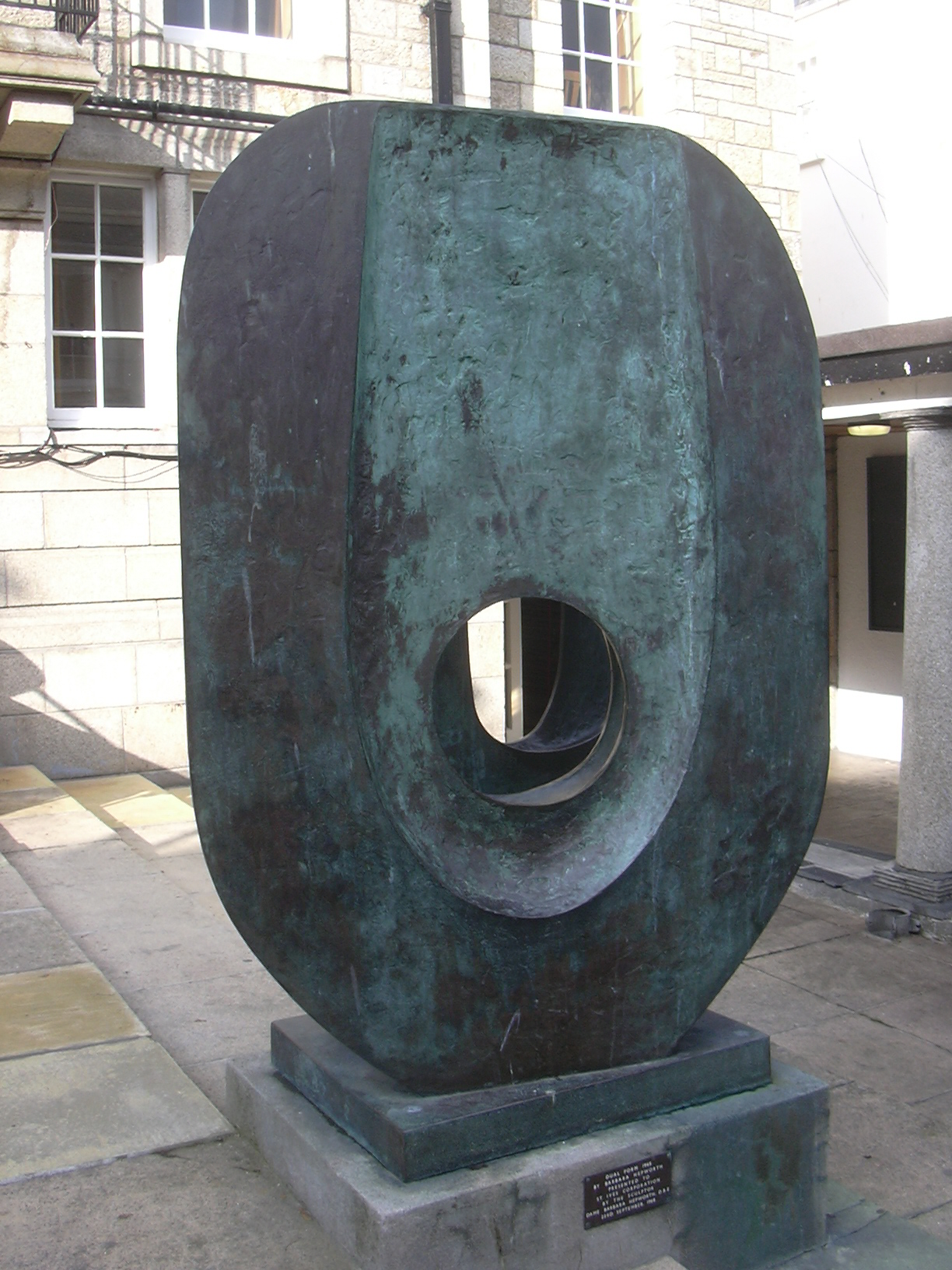
Dual Form, St. Ives Guildhall.
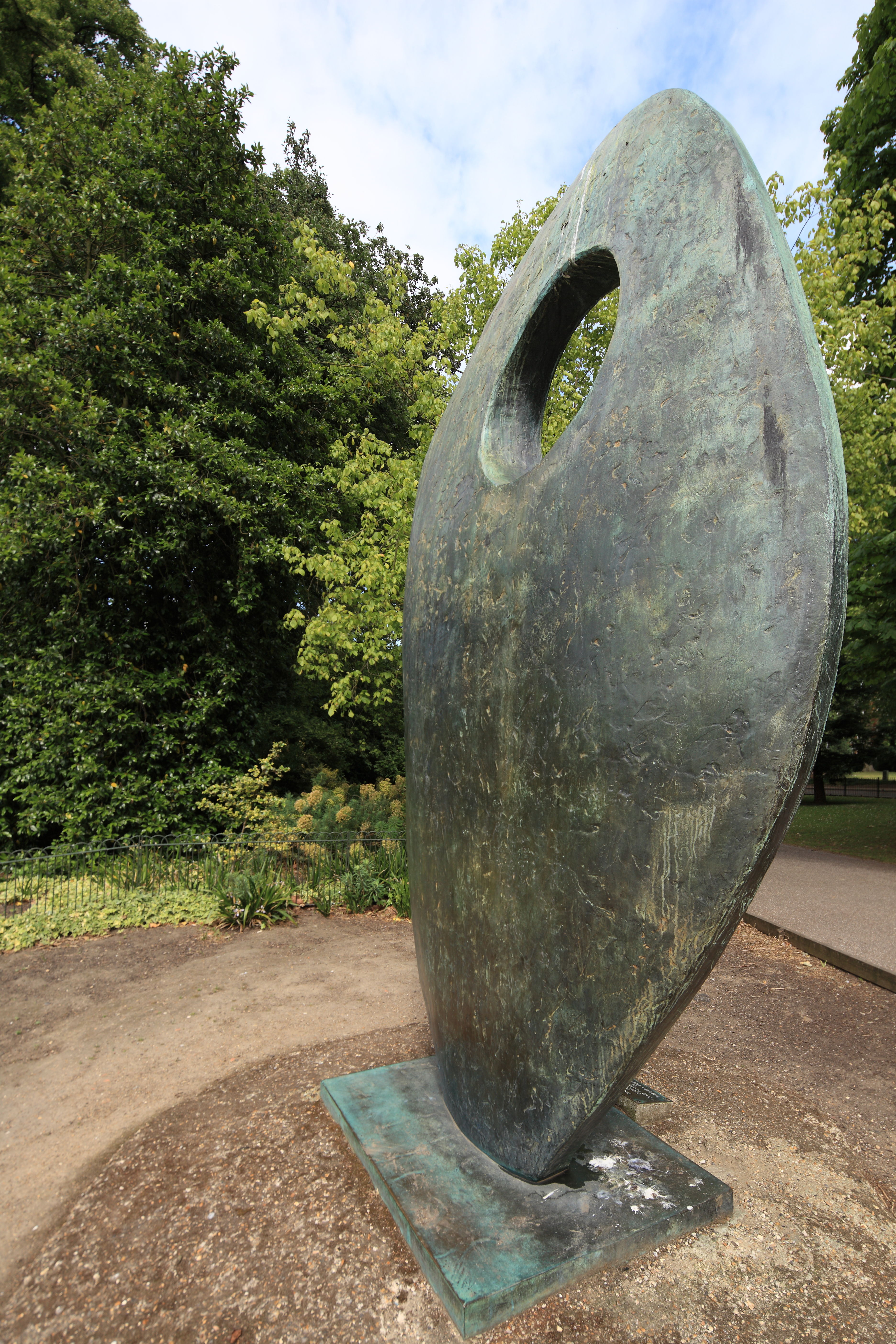
Single Form, Battersea Park.
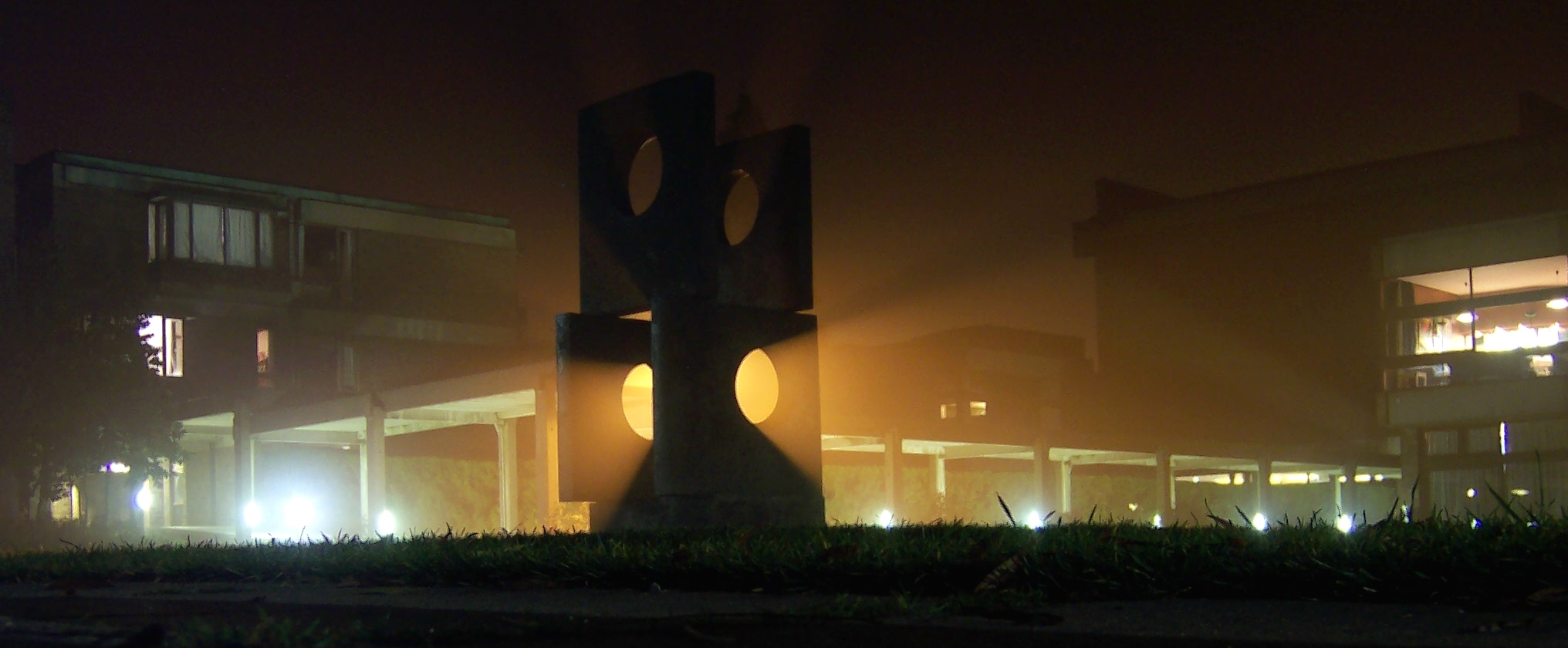
Four Square Walk through, 1966, Cambridge, Churchill College.
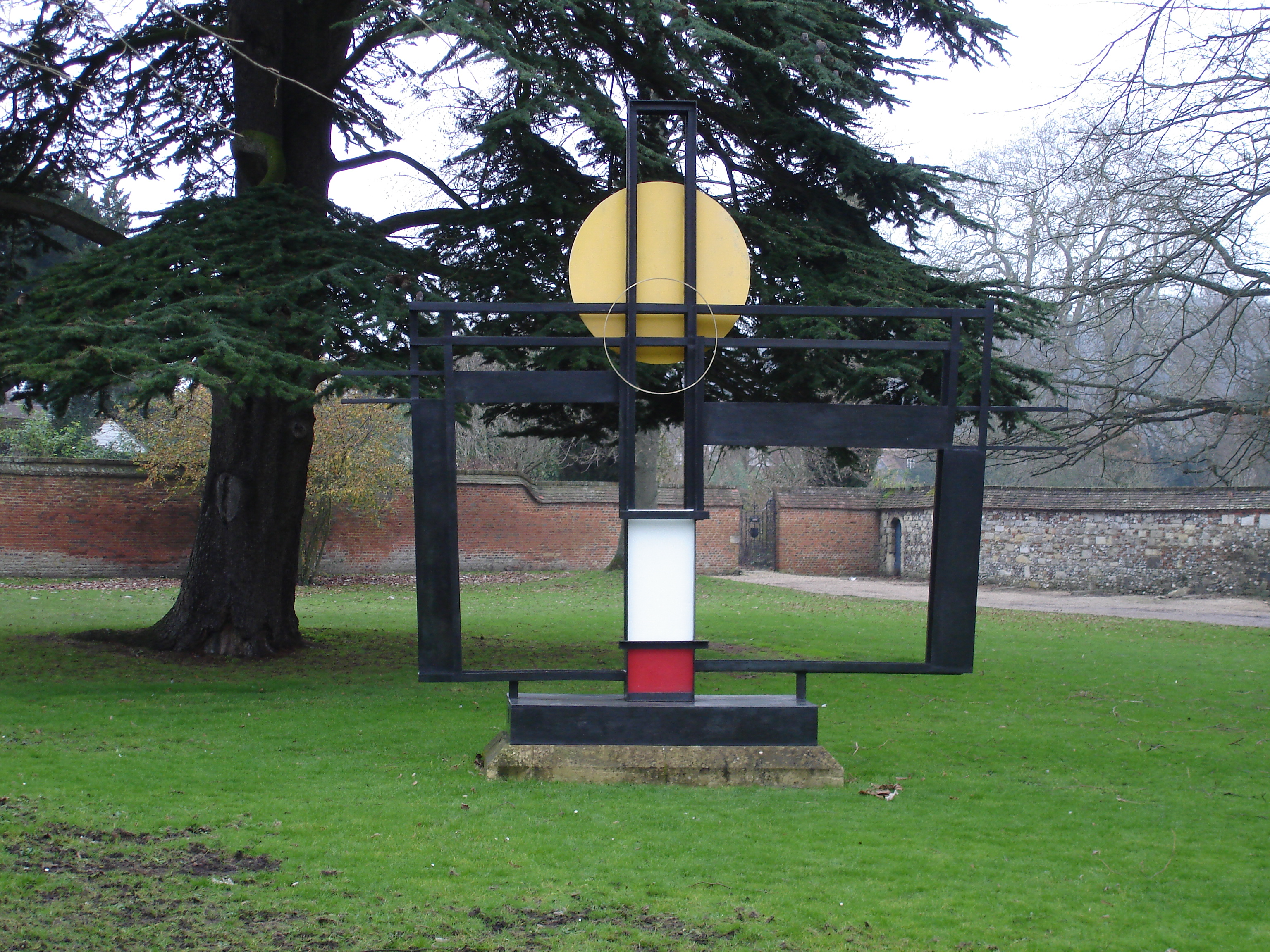
Construction (Crucifixion): Homage to Mondrian, 1966, près de la cathédrale de Winchester.
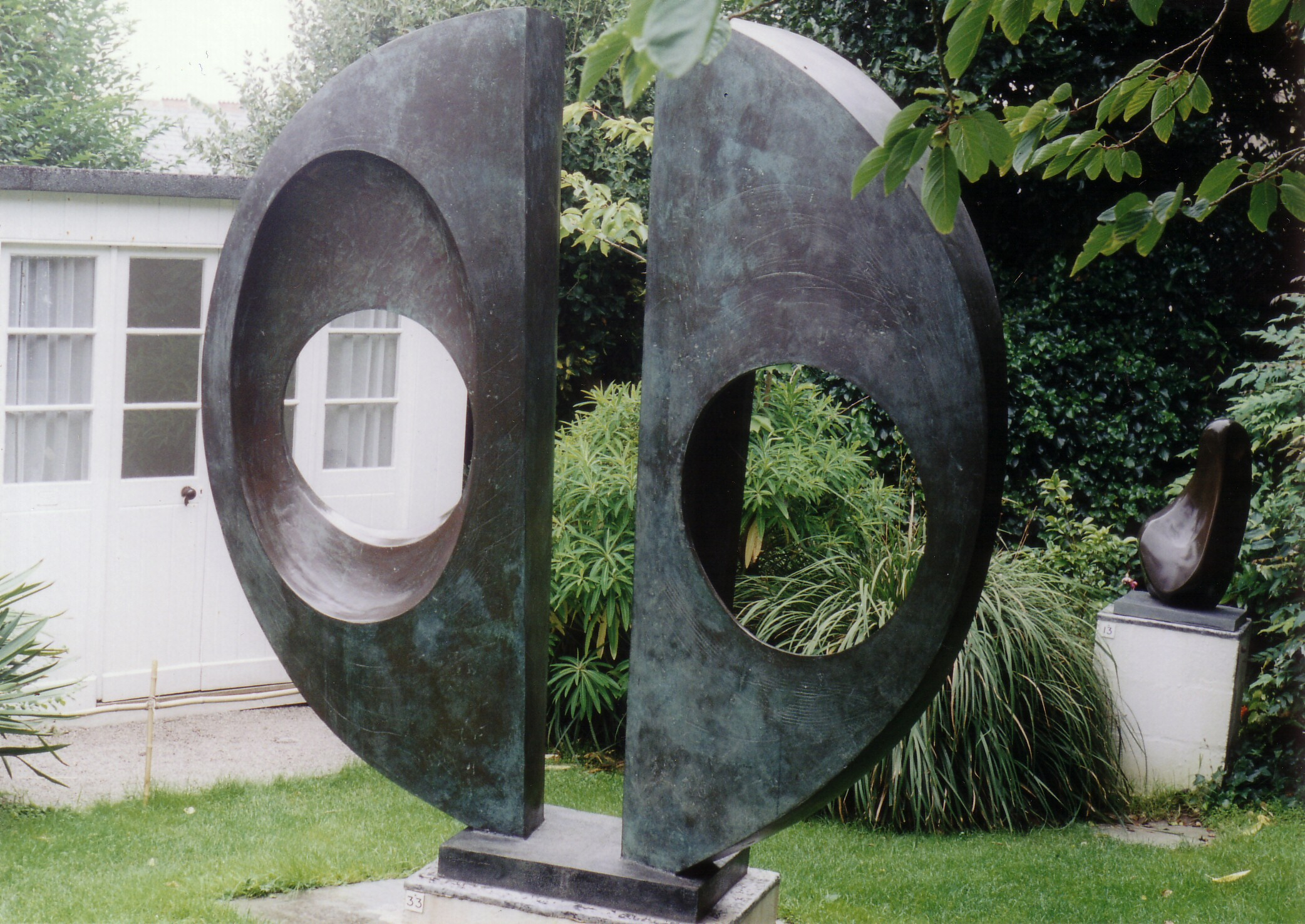
Two Forms (Divided Circle), 1969, St. Ives.

## Expositions
- Barbara Hepworth, une révolution dans la sculpture, Paris, musée Rodin, jusqu'au 22 mars 2020.